# Грб града Пуле
Грб града Пуле базира се на штиту зелене боје у којем је латински крст златне (жуте) боје. Кракови крста додирују руб грба. Овај историјски грб постао је поновно службен 1990. године.

## Грб Пуле за времеСФРЈ
Овај је грб уведен након Другог светског рата. Сачињен је од плавог штита са белом презентацијом Арене, валовима на дну и црвеном петокраком звездом у горњем десном рубу грба.